# The Spook
The Spook (deutsch: Der Spuk) ist eine 1999 gegründete Horrorpunk-Band aus Essen und zählt zu den deutschen Pionierbands des Genres. Laut der fiktiven Bandbiografie stammt die Gruppe aus „Gravelands, Karloffornia“ und spielt „Graverock Deluxe“.

## Bandgeschichte
Während auf der ersten EP Fright Night und der ersten LP Some Like It Dead noch starke Punkrockeinflüsse zu hören waren, ging dieser Einfluss stetig zurück. Trotz der genreüblichen Nähe zu den Misfits fiel The Spook schon
auf diesen Platten mit Punk-’n’-Roll-Elementen auf. Nach einem Sängerwechsel und fünf Jahren ohne Veröffentlichungen, erschien mit Let There Be Dark eine Mischung aus Death-Rock, Horrorpunk, Wave/Gothic und Metal, bei der der Punkrockanteil deutlich zurückgenommen wurde. Die Band bezeichnet ihren Stil als „Graverock“. Let There Be Dark wurde von Mille Petrozza von Kreator gemastert und von Andy Sneap produziert. Gäste auf dem Album sind Yvy Pop (Popzillas), Dave Pybus (Cradle of Filth) und TB und Goolsby (Blitzkid). Nach den Aufnahmen zu diesem Album hat Terence Tula die Band verlassen.
The Spook spielte unter anderem als Supportband des Alkaline Trios und der Misfits. Bei Liveauftritten sind Zombiemasken und andere B-Movie-Accessoires regelmäßiger Bestandteil der Show. Der aktuelle Sänger tritt in der Regel in einem an Freddy Krueger angelehnten Outfit (mit gestreiftem Pullover und Hut) auf.

## Diskografie

### Alben
- 2002: Some Like It Dead (CD/LP)
- 2007: Let There Be Dark (CD/LP)
- 2014: Sundown Forever (nur als Download)

### EPs
- 2000: Hello Hooray/Hungry Are The Damned (Split-7"-LP mit Frankenstein Drag Queens from Planet 13, limitiert auf 333 Stück)
- 2001: Fright Night (CD/10"-LP)
- 2004: Everyday is Halloween (Split-7"-LP mit Blitzkid, limitiert auf 500 Stück)
- 2006: Boneman (7"-LP, limitiert auf 333 Stück)

### Compilations
- 2021: The Lost Tracks From Gravelands Karloffornia (CD/LP)